# Herb gminy Mełgiew
Herb gminy Mełgiew – jeden z symboli gminy Mełgiew, ustanowiony w 1993.

## Wygląd i symbolika
Herb przedstawia na tarczy w polu czerwonym dzielonym z lewa w skos błękitną linią falistą dwa srebrne lamparty ze złotymi koronami, skierowanymi do siebie (jest to godło z herbu Lewart).